# Bérégadougou
Bérégadougou è un dipartimento del Burkina Faso classificato come comune, situato nella provincia  di Comoé, facente parte della regione di Tannouyan.
Il dipartimento si compone del capoluogo e di altri 4 villaggi: Fabedougou, Malon, Serefedougou e Taka Ledougou-Koko.